# Eupithecia adscriptaria
Eupithecia adscriptaria là một loài bướm đêm trong họ Geometridae.